# Victor Nunes Leal

1958

Victor Nunes Leal (Alvorada, município de Carangola, Minas Gerais, 11 de novembro de 1914 – Rio de Janeiro, 17 de maio de 1985) foi um jurista brasileiro, ministro do Supremo Tribunal Federal e professor da atual UFRJ.

## Biografia
Victor Nunes Leal nasceu em Alvorada, no município mineiro de Carangola, em 11 de novembro de 1914, filho de Nascimento Nunes Leal e de Angelina de Oliveira Leal. Bacharelou-se em ciências jurídicas e sociais pela Faculdade Nacional de Direito da Universidade do Brasil (atualmente Universidade Federal do Rio de Janeiro) em 1936.
Colaborou com Pedro Baptista Martins na elaboração do Código de Processo Civil de 1939.
Em 1947 defendeu tese para ingresso como professor na Faculdade Nacional de Filosofia da Universidade do Brasil, atual UFRJ, intitulada O municipalismo e o regime representativo no Brasil - uma contribuição para o estudo do coronelismo. A tese foi publicada posteriormente com o título de Coronelismo, enxada e voto pela Forense Editora, em 1948, com a exigência do autor de que o prefácio fosse de Barbosa Lima Sobrinho. Nela Victor Nunes Leal analisa as raízes do fenômeno coronelista brasileiro, sendo considerada uma das primeiras obras da moderna ciência política brasileira. Da primeira edição publicada, 120 (cento e vinte) exemplares foram editados em versão acadêmica com o título original da tese, tratando-se de obra bibliográfica muito rara.Também foi professor da Escola de Comando e Estado-Maior do Exército e ministrou cursos na Escola Superior de Guerra. Foi, ainda, procurador-geral de Justiça do Distrito Federal entre março e novembro de 1956.
Amigo de Juscelino Kubitschek, exerceu os cargos de chefe da Casa Civil da Presidência da República (1956-1959) e consultor-geral da República (1960). O auge de sua carreira foi o cargo de ministro do Supremo Tribunal Federal (1960-1969). Eleito Vice-Presidente, em 11 de dezembro de 1968, foi empossado na data imediata.  Em 1966 foi designado para compor o Tribunal Superior Eleitoral (TSE), Exerceu a Vice-Presidência, no período de 17 de novembro de 1966 a 16 de janeiro de 1969 e em 16 de janeiro de 1969, foi afastado do Supremo Tribunal Federal pelo Ato Institucional nº 5 (AI-5), de 13 de dezembro de 1968. A partir daí, voltou a exercer a advocacia.
Os seus escritos jurídicos mais importantes estão reunidos nos dois volumes de Estudos de Direito Público, que incluem o parecer pela constitucionalidade da posse de José Sarney como presidente da República em 1985.[carece de fontes?]
Victor Nunes Leal passou por diversos cargos públicos durante o governo do seu particular amigo, Presidente Juscelino Kubitschek. A admiração de JK era tanta pelo Ministro Victor Nunes Leal que, ao construir Brasília, Juscelino deu o nome ao Palácio da Alvorada em homenagem ao seu amigo nascido no distrito de Alvorada, em Carangola, Minas Gerais.[carece de fontes?]
Ocupou a cadeira nº 23 da Academia Mineira de Letras.

## Família
Não menos importante, sobre família e legado, Victor que é de origem portuguesa, teve irmãos como, Paulo Nunes Leal, que foi um coronel do Exército, engenheiro militar e importante político brasileiro chegando a ser Deputado Federal e Governador pelo estado de Rondônia. Foi casado com Julimar Nunes Leal, com quem teve uma filha chamada Maria Cristina.  
E seu neto André Costa Leal empresário, engenheiro de computação que com possui uma sólida trajetória de sucesso nacional no mercado de engenharia de software, marketing digital, propaganda e principalmente no mercado financeiro.[carece de fontes?]